# 25294 Johnlaberee
25294 Johnlaberee este un asteroid din centura principală de asteroizi.

## Descriere
25294 Johnlaberee este un asteroid din centura principală de asteroizi. A fost descoperit pe 21 noiembrie 1998 la Socorro, New Mexico, în cadrul proiectului LINEAR. Asteroidul prezintă o orbită caracterizată de o semiaxă mare de 3,15 ua, o excentricitate de 0,10 și o înclinație de 1,6° în raport cu ecliptica.